# Dějiny Polska

Státní znak Polské republiky

Dějiny Polska počínají příchodem Západních Slovanů, kteří v období raného středověku založili na polském území trvalé osady. Během 10. století vznikla první vládnoucí dynastie Piastovců. Za faktického tvůrce polského státu je považován kníže Měšek I. Roku 966 přijal křest a následně v zemi prosadil zavedení západního křesťanství. Měškovo polské knížectví se roku 1025 za vlády jeho syna Boleslava Chrabrého přeměnilo na království. Asi nejúspěšnějším piastovským panovníkem byl ten poslední, Kazimír III. Veliký, jehož vláda se nesla ve znamení hospodářské prosperity a územní expanze. Následující období vlády Jagellonců ve 14. až 16. století přineslo blízké vztahy s Litevským velkoknížectvím, renesanční kulturu a pokračující územní rozmach, který vyvrcholil vznikem Polsko-litevské unie.
Ve svém raném období dokázala Unie udržet úroveň prosperity dosaženou během jagellonské éry, zatímco její politický systém dozrál na unikátní šlechtickou demokracii. Během poloviny 17. století však začal úpadek rozsáhlého státu, zapříčiněný ničivými válkami a rozkladem jeho politického systému. Konec 18. století přinesl významné reformy, především ústavu z 3. května 1791, sousední mocnosti však již rozvinutí reformního procesu nedovolily. Nezávislá existence Unie skončila roku 1795 po sérii vpádů a následných dělení polského území mezi Ruské impérium, Pruské království a Rakouské císařství.
Od roku 1795 až do roku 1918 neexistoval žádný skutečně nezávislý polský stát, ačkoliv bylo činné silné polské hnutí odporu. Po neúspěchu Lednového povstání roku 1863, posledního ozbrojeného povstání proti Ruské říši, si národ zachoval svoji identitu díky vzdělávacím aktivitám a programu „organické práce“ (praca organiczna) zaměřeném na hospodářskou a společenskou modernizaci. Příležitost k získání nezávislosti se zhmotnila teprve s koncem první světové války a nastalé vlně revolucí, které silně oslabily tři nad polským územím vládnoucí mocnosti.
Druhá Polská republika, založená roku 1918, existovala jako nezávislý stát do září 1939, kdy ji zničily invaze nacistického Německa a Sovětského svazu, což byl faktický začátek druhé světové války. Během německé okupace v letech 1939 až 1945 zahynuly miliony polských občanů. Nacisté považovali etnické Poláky i ostatní Slovany za podlidi, stejně jako Židy a Cikány. Poslední dvě skupiny nacisté plánovali vyhladit nejdříve, později mělo v rámci generálního plánu Východ čekat vyhlazení nebo zotročení i Slovany. Polská exilová vláda nicméně fungovala i za války a polští vojáci svou účastí na západní i východní frontě značně přispěli ke spojeneckému vítězství. Postup Rudé armády na západ v letech 1944 a 1945 donutil Němce k ústupu z polského území, které se ocitlo v sovětské sféře vlivu. Následně vznikl komunistický satelitní stát, nesoucí od roku 1952 jméno Polská lidová republika.
Následkem územních změn dohodnutých spojeneckými mocnostmi na konci války došlo k posunu geografického jádra Polska směrem na západ. Nově zkonstituované polské území ztratilo svůj předválečný multietnický charakter, jako výsledek vlny vyvražďování, odsunů a migrací obyvatelstva během druhé světové války a krátce po ní. Po období hospodářského rozvoje v 50. a 60. letech nastalo období stagnace a vzestupu opozice. Režim reagoval roku 1981 vyhlášením válečného stavu, ekonomiku však oživit nedokázal. Reformní hnutí Solidarita sehrálo na konci 80. let zásadní roli v nenásilné transformaci komunistického státu směrem k liberální parlamentní demokracii a kapitalismu. Výsledkem tohoto procesu byl vznik moderního polského státu, tzv. třetí republiky, založené roku 1989.

## Doba kamenná
Doba kamenná trvala 800 000 let a zahrnovala tři různé lidské druhy: Homo erectus, Homo neanderthalensis a Homo sapiens. Kultury doby kamenné sahaly od raných lidských skupin s primitivními nástroji až po vyspělé zemědělské společnosti, které používaly důmyslné kamenné nástroje, stavěly opevněné osady a rozvíjely metalurgii mědi. Podobně jako v dalších částech východní a střední Evropy prošly i zde pravěké kultury fázemi známými jako paleolit, mezolit a neolit, kdy v každém období došlo k vylepšení techniky výroby kamenných nástrojů.

## Příchod Slovanů
Na menší části dnešního Polska byli Slované autochtonní. To znamená, že území sahající k horními toku řeky Visly a možná i dále na západ k Odře, patřilo k tzv. slovanské pravlasti, území, na kterém došlo ke slovanské etnogenezi. V době stěhování národů osídlili Slované mnohem širší prostor mezi Vislou a Labem, kde v té době žilo nepříliš početné germánské obyvatelstvo. Tito Slované patřili k západní větvi, v jejímž rámci se na území dnešního Polska a Německa zformovalo několik skupin: Poláci, Polabští Slované, Pomořané (Pobaltští Slované). Na severovýchodě sídlily kmeny baltských Prusů.
První písemnou zprávu o kmenech v povodí řek Odry a Visly obsahuje tzv. Bavorský geograf z 9. století, který uvádí názvy několika kmenů a připojuje k nim počet hradů (hradišť), jež se na jejich území nacházely. Z tohoto hlediska se jako nejvýznamnější jevili Goplané (Glopeani), které archeologické výzkumy lokalizují do dnešního Kujavska a severovýchodní části Velkopolska. Dále tu byli usazeni Lenčici. Slezsko obývaly kmeny Slezanů, Dědošanů, Opolanů a Golasiců. V Malopolsku sídlili Vislané, v Pomořanech Pomořané (Prissané) a Volyňané.
Existence hradů (hradišť) byla na polském území prokázána již pro 7. století. Byly budovány ještě v době kmenové organizace. Kmenoví náčelníci je využívali k upevnění svého postavení nad ostatními dosud svobodnými příslušníky kmene. Velké hrady v oblasti Malopolska (například Chodlik) sloužily také jako útočiště pro okolní obyvatelstvo a dobytek v případě ohrožení, menší byly především sídly rodící se aristokracie. V jejich podhradí se začali usazovat specializovaní řemeslníci, což přispělo k rozvoji obchodu. Hlavním vývozním artiklem byli otroci, z jejichž prodeje arabským, židovským, případně varjažským kupcům bohatla formující se aristokracie. Dále se patrně vyvážely kožešiny, jantar, stříbrné šperky. Dovoz tvořily přepychové předměty. Platidlem byly jako u ostatních Slovanů plátěné šátečky, případně kožešiny.

## Počátky polského státu
S počátky státní organizace se na polském území setkáváme již ve druhé polovině 9. století. Zárodky státu vznikly současně ve dvou centrech. Byla to knížectví Vislanů na jihu země a knížectví Polanů na severozápadě. Nezávisle na sobě se vyvíjely až do konce 10. století, kdy bylo území Vislanů – Krakovsko připojeno ke knížectví Polanů.

### Stát Vislanů
Kolem vislanského knížectví existuje mnoho nevyřešených otázek. O kmeni Vislanů se poprvé dozvídáme z tzv. Bavorského geografu, písemného pramene, který byl sepsán ve franské říši přibližně kolem roku 821. V rukopise byly popsány kmeny, jejichž sídla se rozkládala severně od Dunaje, ale nebyla blíže lokalizována. Podle názvu lze usuzovat, že Vislané sídlili v povodí řeky Visly. Tuto informaci upřesnil koncem 9. století anglosaský král Alfréd Veliký, který umístil „Wisle lond“ do bezprostřední blízkosti velkomoravské říše. Právě odtud pocházejí četnější údaje. Obsahuje je Život sv. Metoděje, který byl sepsán nedlouho po arcibiskupově smrti. Uvádí se v něm, že na Visle sídlil mocný pohanský kníže, který škodil křesťanům. Metoděj mu radil, aby přijal dobrovolně křesťanství, než bude zajat a pokřtěn násilím, což se později také stalo.
Koncem 9. století existoval zřejmě již silný stát Vislanů. Během své expanze se střetl s moravským knížetem Svatoplukem, který se rovněž snažil pod záminkou christianizace rozšířit území své říše. Vislanský kníže byl poražen, zajat a násilně pokřtěn. Jeho knížectví se dostalo do závislosti na Velké Moravě. Vislané byli povinni platit tribut a do země začalo pronikat křesťanství. Vislansko bylo začleněno do nitranské diecéze a je pravděpodobné, že později, zřejmě kolem roku 900, bylo v Krakově založeno biskupství.
Po rozpadu velkomoravské říše se stát Vislanů osamostatnil, ale po polovině 10. století se stal stejně jako Slezsko součástí utvářejícího se českého státu. Ibráhím ibn Jákúb, který navštívil Prahu na sklonku vlády Boleslava I., ho tituluje nejen jako vládce Prahy, ale také Krakova, zatímco Měšek I. je podle něho králem severu.

### Stát Polanů

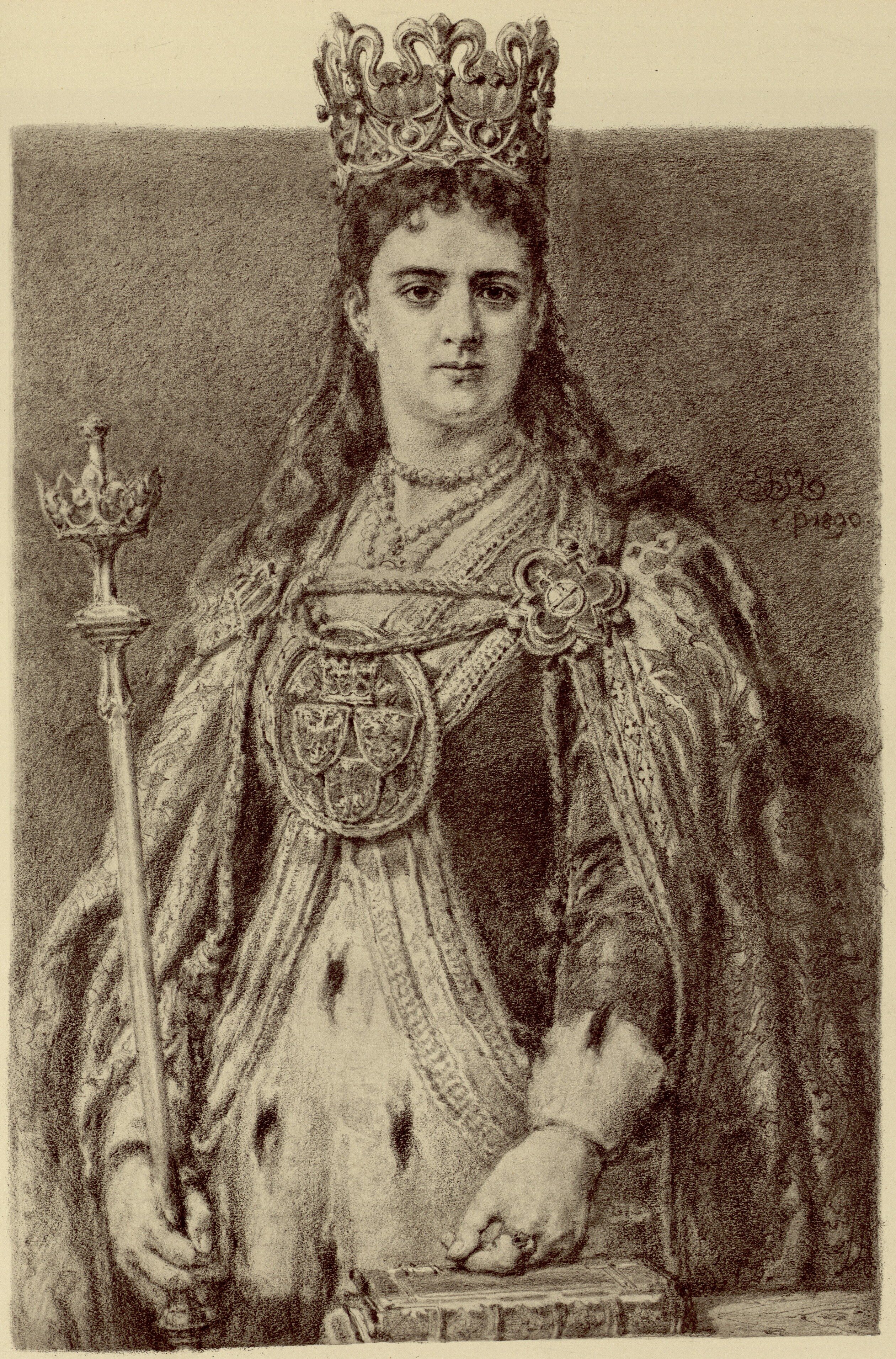
Svatá Hedvika, královna Polska, patronka všech královen a sjednocené Evropy. (Kresba Jana Matejka, 1890-1892)

Také počátky státního útvaru Polanů sahají do konce 9. století, i když první písemné zprávy o něm se vážou až k roku 963. Ve druhé polovině 9. století nabyli pravděpodobně ústředního postavení mezi kmeny sídlícími na území dnešního Polska Lenčici a začali je sjednocovat kolem hnězdenského centra. Tak vzniklo jádro budoucího státu Polanů. S tímto označením se však v pramenech setkáváme až na přelomu 10. a 11. století, kdy německý kronikář Dětmar z Merseburku tituluje prvního historicky doloženého vládce tohoto státního útvaru Měška I. z rodu Piastovců jako dux Poleniorum – kníže Polanů. Jako Polsko byl tento stát poprvé označen císařem Otou III. na sjezdu v Hnězdně v roce 999.
Hnězdenský stát se v pramenech (údaje saského kronikáře Widukinda k roku 963) objevil náhle jako silný politický útvar. Ibráhím ibn Jákúb nás zhruba v té době informuje, že Měškův stát byl nejrozlehlejší slovanskou zemí, hraničící na severu s Prusy a na východě s Rusí. Kromě hnězdenské oblasti k němu patřila další etnicky a geograficky blízká území. Mazovsko a Východní Pomoří získali zřejmě již Měškovi předchůdci. Kníže dobyl v letech 967 – 972 Západní Pomoří a koncem své vlády se roku 990 zmocnil Slezska, které bylo dosud součástí státu českých Boleslavů. Na východě ztratil ve prospěch kyjevského knížete Vladimíra I. Přemyšl a Červoňské hrady (v dnešní Haliči), kudy procházela důležitá obchodní stezka z Kyjeva do Krakova.
Ve druhé polovině 60. let přijal Měšek křesťanství. Roku 968 bylo založeno misijní biskupství v Poznani, které podléhalo přímo papeži. Poté byla zahájena christianizace země. Ke konci své vlády daroval kníže polský stát formálně sv. Petrovi, to znamená, že jej svěřil do ochrany papežství. Hlavním cílem tohoto kroku bylo získat papeže pro zřízení samostatné církevní organizace v Polsku.

### Dovršení budování polského státu za Boleslava I. Chrabrého

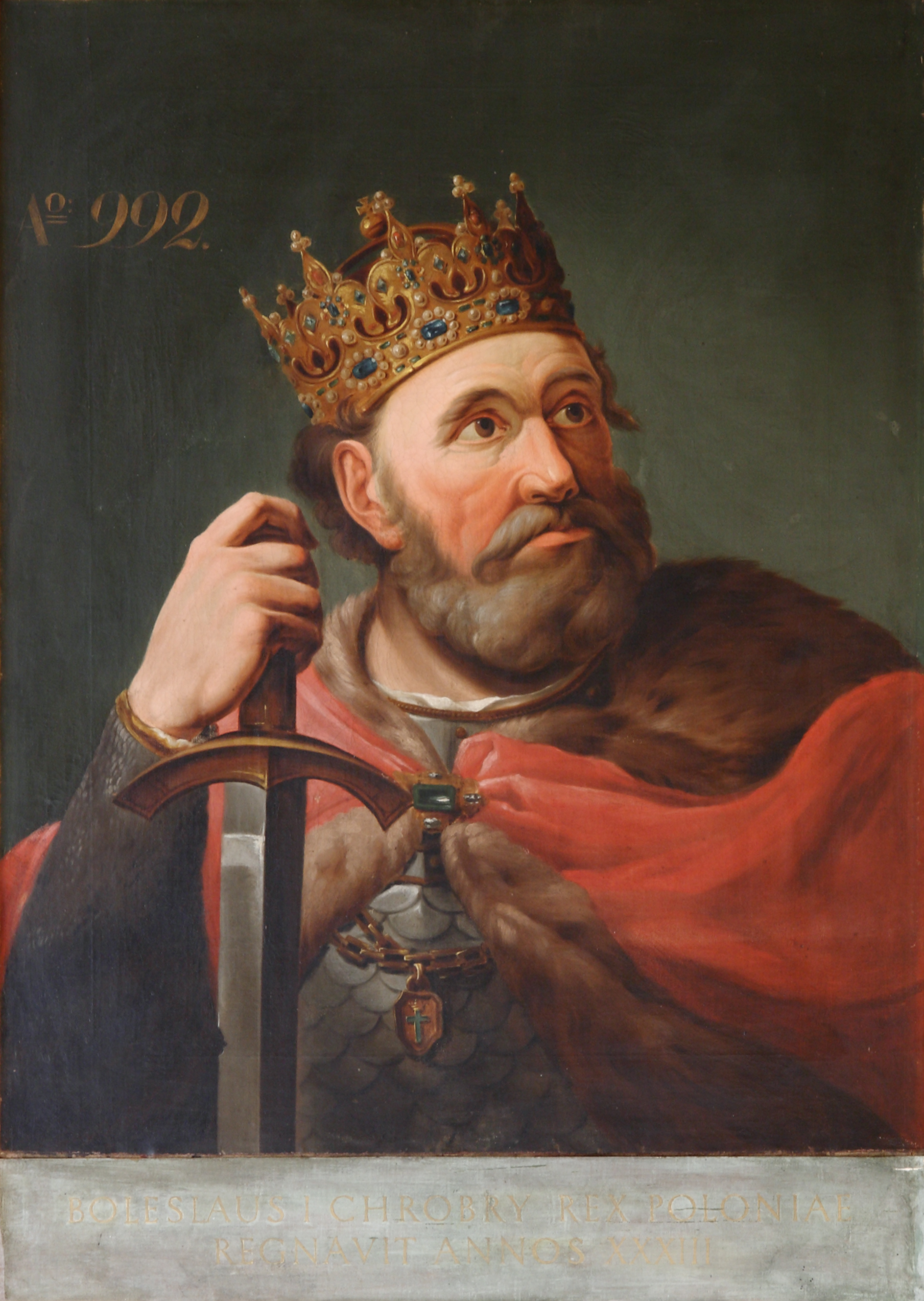
Boleslav Chrabrý, obraz z roku 1828

Měškův nástupce, nejstarší syn Boleslav Chrabrý (992–1025), úspěšně pokračoval v rozšiřování území rodícího se polského státu, snažil se o upevnění knížecí moci a povznesení mezinárodní prestiže Polska. Zpočátku jeho vlády mu v tom napomohlo několik okolností: oslabení vlády Přemyslovců v sousedních Čechách, univerzalistické plány císaře Oty III. a konečně také mučednická smrt pražského biskupa Slavníkovce Vojtěcha během misie v Prusích. Boleslav jeho tělo vykoupil, převezl do Hnězdna a zavedl zde jeho kult. Mladý stát tak získal vlastního mučedníka, který byl již dva roky poté svatořečen. To přispělo ke sblížení knížete Boleslava s císařem Otou III., který byl Vojtěchovým přítelem a kanonizaci inspiroval. Současně zřídil papež Silvestr II. nad Vojtěchovým hrobem v Hnězdně arcibiskupství a podřídil mu nově ustavená biskupství v Krakově, Kolobřehu a Vratislavi. To signalizovalo příslušnost Krakovska, Pomořan a Slezska k polskému státu. Poznaňské biskupství, které mělo dosud misijní charakter, zůstalo podřízeno papežství, ale byla mu vymezena sféra působnosti. Prvním hnězdenským arcibiskupem se stal Vojtěchův nevlastní bratr Radim (latinským jménem Gaudentius). Do úřadu ho uvedl samotný císař, když roku 1000 podnikl pouť k hrobu sv. Vojtěcha. Právo investitury pro arcibiskupství i nová biskupství udělil Boleslavovi a jeho nástupcům.

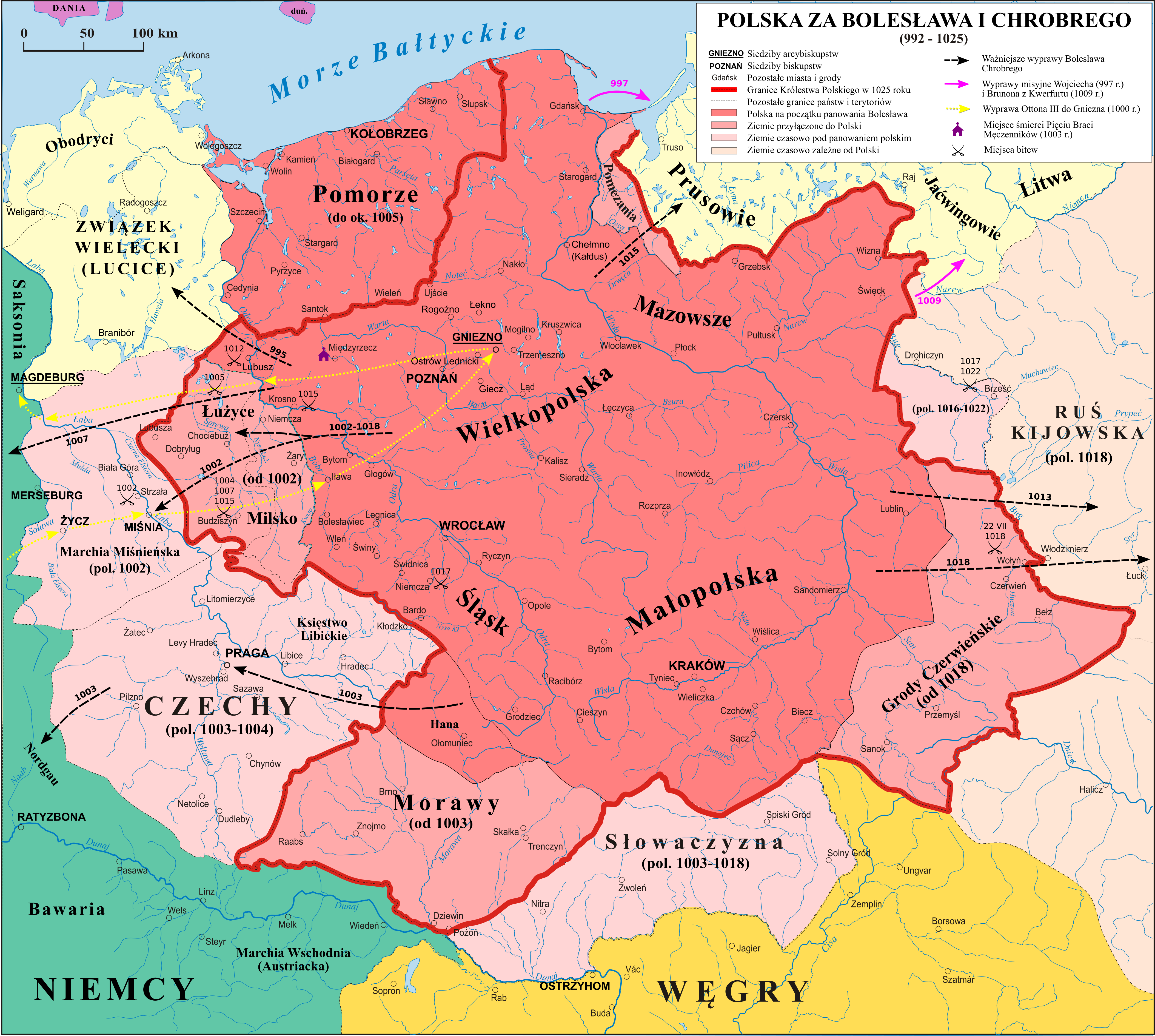
Polský stát v době Boleslava Chrabrého.

Při této návštěvě se Ota III. zúčastnil okázalého sjezdu šlechty v Hnězdně, který řešil politické i církevní otázky. Císař zprostil knížectví poplatnosti na říši a učinil Boleslava „pánem“ (v latinské kronice Dětmara Merseburského je výraz „dominus“), to znamená, že uznal nezávislost polského státu. Podle pozdějších údajů kronikáře Galla Anonyma prý císař vložil při této příležitosti na Boleslavovu hlavu svůj diadém a prohlásil ho „bratrem a spolupracovníkem říše, přítelem a druhem římského lidu“. Někteří badatelé vykládají tato symbolická gesta jako udělení královského titulu. Fakticky šlo spíše o Otovy plány na renovatio imperii, vybudování křesťanského impéria, které se mělo skládat ze čtyř částí, Galie, Germanie, Romy a slovanské Sclavinie, jíž by vládl Boleslav. Ani kníže sám Otova gesta jako udělení královského titulu nechápal. Traduje se, že jeho královská korunovace již byla vyjednána u papeže, ale nakonec byl v důsledku nepříznivých okolností povýšen na krále uherský kníže Štěpán I. Konečně Boleslav sám o získání královské koruny usiloval na konci své vlády. Přesto výsledky hnězdenského sjezdu představovaly významný úspěch polského státu, který se stal nezávislým na říši a získal samostatnou církevní organizaci, na niž například české království čekalo až do 14. století.
Téměř celé období Boleslavova panování bylo vyplněno ustavičnými válkami. Válčil s českým knížectvím, po předčasné smrti Oty III. v roce 1002 s říší, s Kyjevskou Rusí. Výsledkem bylo připojení Krakovska, dosud patřícího k českému státu, které přepadl po smrti svého strýce Boleslava II., a dočasné obsazení Prahy (1003–1004). Po dlouhých válkách s císařem Jindřichem II. mu bylo budínským mírem z roku 1018 přiznáno držení Lužice a Milčanska (též Milska), kam vtrhl bezprostředně po Otově smrti, a také Moravy, kterou v následujících letech ztratil ve prospěch českého státu. Na východě se mu podařilo navrátit Polsku Červoňské hrady.
Po smrti Jindřicha II. a papeže Benedikta VIII., který nebyl Polsku nakloněn, začal Boleslav energicky vyjednávat v papežské kurii o udělení královské koruny. Roku 1025 byl dva měsíce před svojí smrtí korunován v Hnězdně polským králem, a to bez souhlasu nového německého panovníka Konráda II. Boleslav byl úspěšným vládcem, schopným vojevůdce i dobrým diplomatem, který pro své cíle dobře využíval sňatkovou politiku. Dosažení královského titulu odpovídalo růstu prestiže jeho postavení. Jeho vzestupu však výrazně napomáhala také situace v střední Evropě: Přemyslovci byli oslabeni, uherský stát se teprve začal konsolidovat a rozšiřovat svoje území, slovanské obyvatelstvo Lužice a Milska podporovalo Poláky proti říši, polský stát nebyl vystaven přímému náporu říše, neboť mezi jejich hranicemi se rozkládalo území Polabských Slovanů a Srbů. kromě toho polská knížata těžila z obchodu mezi Kyjevskou Rusí a střední Evropou, který byl veden jejich územím.

## 12. a 13. století
Období po smrti Boleslava Chrabrého charakterizují boje o moc mezi příslušníky vládnoucí dynastie, ne nepodobné situaci mezi českými Přemyslovci. Z polských knížat tohoto období je třeba zmínit především knížete Boleslava III. Křivoústého, který vystupoval sebevědomě v polsko-německém konfliktu.
Německé výpravy do Polska se zúčastnil také český kníže Svatopluk Olomoucký (byl na ní zavražděn). V odvetu zaútočily téměř současně na Čechy uherské oddíly. Energický a bojovný Boleslav III. se snažil stejně jako císař využít ve svůj prospěch sporů, jež v té době vypukly mezi přemyslovskými knížaty. Příklonem k té či oné straně se snažil zasahovat do vnitřních záležitostí sousedního českého státu, ať už s cílem získat zde vliv, či ho oslabit, aby jeho představitelé nemohli klást překážky Boleslavovým politickým plánům. Podporoval především sesazeného Bořivoje II. a jeho nejmladšího bratra Soběslava I. Roku 1110 vpadl společně s nimi do Čech a pomohl jim obsadit Prahu. Roku 1115 se účastnil schůzky, na níž se znesváření Přemyslovci smířili. Také česko-polské spory byly dočasně vyřešeny smlouvou o přátelských vztazích, jíž se český kníže vzdal poplatku za Slezsko.

Znak krále Přemysla II. z dynastie Piastovců

Boleslavův syn Vladislav II. Vyhnanec nastoupil jako polský senior a vrchní kníže krakovský. Nedokázal ale vyřešit spory mezi jeho bratry a skončilo to vyhnáním Vladislava. Na jeho místo nastoupil bratr Boleslav Kadeřavý. Ten i přes ztrátu Slezska, které musel odevzdat Boleslavovým synům, posbíral mnoho knížectví, což popudilo bratra Měška, proti kterému se s Vladislavovými syny krakovský kníže spojil. Když ale zemřel, začaly boje mezi Měškem, podporovaným Vladislavovým synem Měškem Křivonohým a bratrem Kazimírem, podporovaným Vladislavovým synem Boleslavem. Knížectví se neustále drobilo a ve 13. století čelilo Polsko stejně jako okolní země mongolským vpádům. Mongolské vojsko pod velením Kadana vpadlo na začátku března 1241 do Polska. Brzy byly dobyty Sandoměř a Krakov. Další porážku utrpěli Poláci v bitvě u Chmielnik. Mongolové poté oblehli Vratislav, kterou se jim však dobýt nedařilo. Slezský kníže Jindřich II. Pobožný sebral vojsko a vyrazil proti Mongolům. Nevyčkal však na příchod krále Václava I., který mu spěchal na pomoc se svým vojskem o síle 50 000 mužů. Mongolové, kteří měli zprávy od zvědů o postupu českého krále, nechtěli dopustit spojení křesťanských armád. Proto zanechali obléhání a vyjeli naproti polskému vojsku. Jindřich II. Pobožný v bitvě u Lehnice zemřel.
Království bylo obnoveno až ke konci 13. století Přemyslem II. Velkopolským, který byl ale nedlouho poté (1296) zavražděn.

## Polská koruna pro Přemyslovce

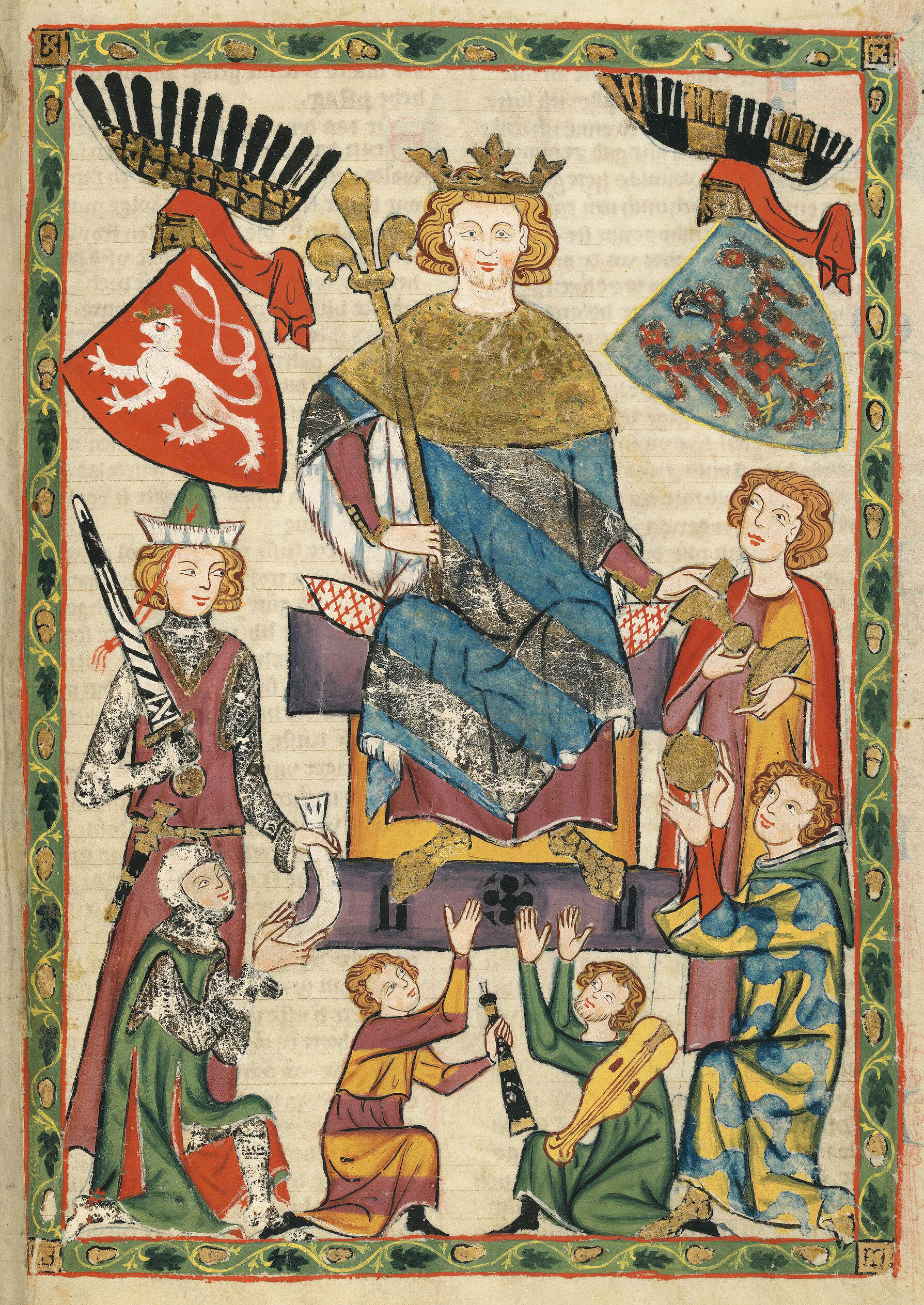
Václav II., král český a polský

Český král Václav II. už od roku 1289 začal rozšiřovat svoji lenní svrchovanost nad jednotlivými slezskými knížectvími, roku 1291 ovládl díky smrti svého bratrance Jindřicha IV. Krakovsko. Jeho soupeř, Piastovec Vladislav Lokýtek, který se rovněž pokoušel sjednotit polská knížectví pod svojí vládou, byl nucen uprchnout ze země. Roku 1300 se ovdovělý Václav oženil s dvanáctiletou princeznou Eliškou Rejčkou, jejímuž otci Přemyslu II. se nedlouho před smrtí podařilo obnovit v Polsku království.
Před kutnohorským stříbrem se sklonil i Vladislav Lokýtek: „Tento kníže ve svém úsilí státi se nástupcem Přemyslavovým nedocházel ani podpory ni zdaru, ani uznání všeobecného, pročež zavázal se sám za okolností nám nedosti známými zápisem a přísahou osobní, před Vánocemi Léta Páně 1299. přijde do Prahy (aneb kamkoli král Václav mu poručí), odevzdá mu všecka svá knížectví (Veliké Polsko, Poznaňsko, Pomoří, Lančice, …), tak a na ten způsob, aby mu od krále Václava zase propůjčena byla právem manským, takže napotom co věrný man sloužiti sliboval jemu a jeho potomkům králům českým, začež mělo jemu potom 4000 hřiven stříbra zaplaceno a důchod jedné župy na osm let postoupen býti.“ Kdyby Lokýtek svůj lenní slib nesplnil, měl propadnout definitivní ztrátě všech svých zemí. Roku 1300 Václava hnězdenský arcibiskup ve svém městě korunoval polským králem.
Polákům se příliš nelíbila personální unie s Čechami, Václav II. ale například zemi hospodářsky pozvedl zavedením pražského groše. V roce 1305 však zemřel na tuberkulózu. Jeho syn Václav III. se po ztrátě uherské koruny soustředil na spojenectví s Polskem, které mělo větší naději na přežití.
„Vzmáhání se moci Vladislava Lokýtka v Polsku,“ píše František Palacký, „vyrušilo krále konečně z dlouhé jeho a zpustlé nečinnosti. Náměstkové jeho v oněch zemích, Mikuláš Opavský (vévoda v Krakovsku) a Jindřich z Lipé (ve Velikém Polsku) oznamovali, že jim nebude lze se udržeti, nedostane-li se jim z Čech pomoci branné.“ Vladislav Lokýtek dobyl královský hrad v Krakově. Václav III. byl na cestě do Polska zavražděn a tím skončila královská linie rodu Přemyslovců. Olomoucká vražda udělala tečku za česko-polskou aliancí, z reforem Václava II. ale Polsko čerpalo ještě dlouho. Titul polského krále ovšem drželi čeští panovníci ještě v době Jana Lucemburského, ačkoliv tím skutečným byl Vladislav Lokýtek.

## 14. století

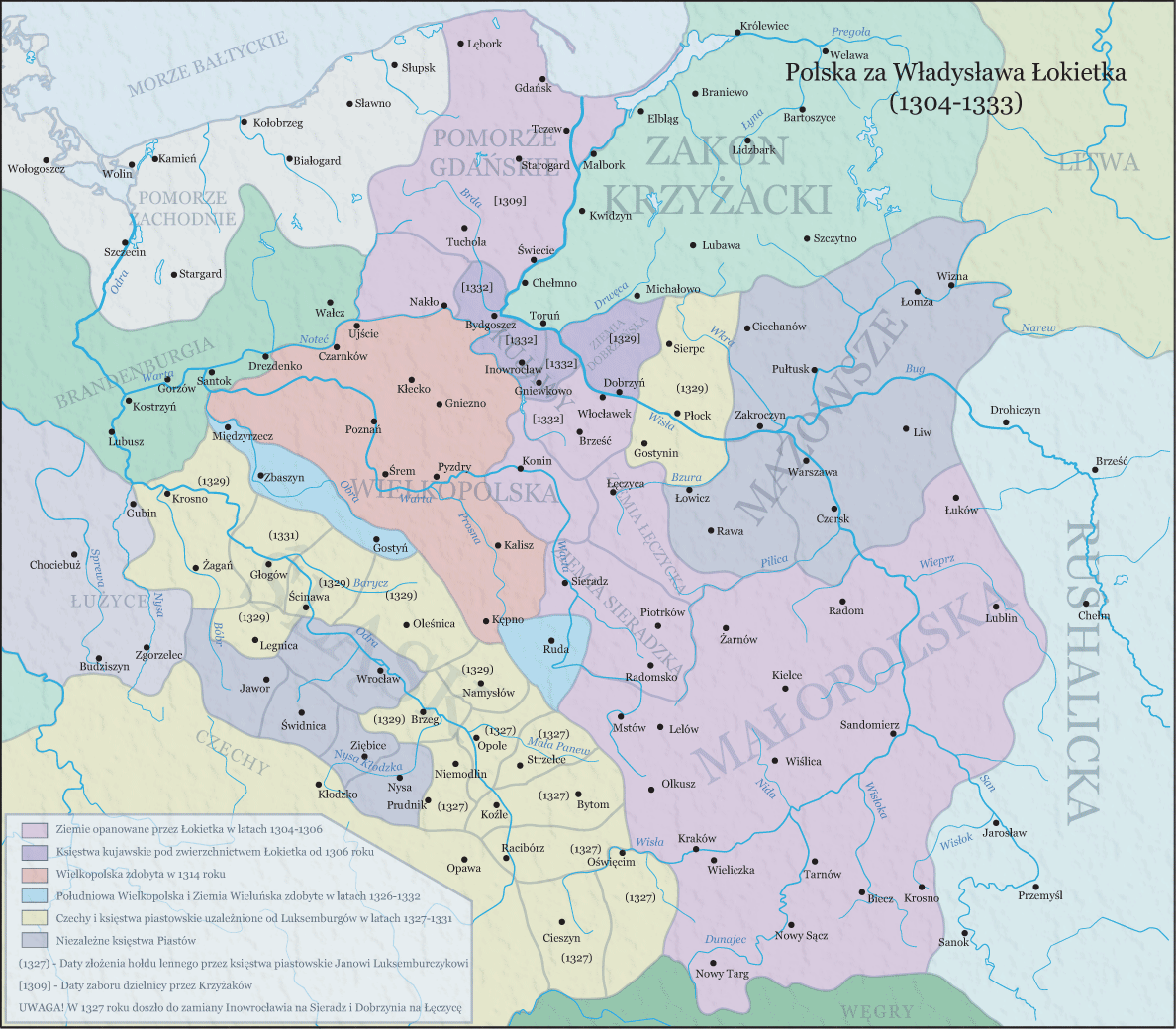
Polsko 1304–1333

Kazimír III. Veliký, syn Vladislava Lokýtka, byl skvělým diplomatem, polští historici ho tradičně považují za jednoho z nejvýznamnějších středověkých vládců Polska. Jeho otci se
podařilo znovu sjednotit téměř celé Polsko, které bylo více než půldruhé století politicky rozdrobené, a získat královský titul. Na Kazimírovi pak zůstalo, aby dokončil sjednocení země – neboť slezská knížectví byla postupně uváděna do lenní závislosti na českém králi, svrchovanost Krakova odmítali uznat také mazovští Piastovci – a upevnil královskou moc. Zároveň se snažil, aby zemi vyčerpané zápasy za jeho předchůdců zajistil klidný rozvoj. Proto se zaměřil na zmírnění odporu, jež sjednocování polským zemí kladli Lucemburkové a řád německých rytířů.
Trnem v oku nejen pro Kazimíra III., ale už pro jeho předchůdce byla skutečnost, že polský královský titul drželi od dob Václava II. čeští králové, což zpochybňovalo Vladislavovo i Kazimírovo postavení polského panovníka. Kazimír se proto snažil zajistit se proti nynějšímu českému králi Janu Lucemburskému spojenectvím s císařem Ludvíkem IV. Bavorem, Habsburky a bavorskými Wittelsbachy. Jan počítal s tím, že jistě dojde k vojenskému střetnutí a sbíral již vojsko. Jeho syn, moravský markrabí Karel, se však chopil iniciativy a navázal s Kazimírem diplomatické jednání. Z něj vyplynulo řešení ožehavé situace: Jan Lucemburský se vzdá titulu polského krále a získá zato trvale Slezsko.
Přestože byl poslední Piastovec Kazimír III. čtyřikrát ženatý, nezplodil mužského dědice a jeho dědicem se tedy stal uherský král Ludvík I. Veliký, syn jeho sestry Alžběty. Nicméně ani Ludvík neměl syna. Malopolská šlechta, která byla faktickým vládcem Polska, nechtěla pokračovat v personální unii s Uherskem a proto si po Ludvíkově smrti vybrala jako novou polskou královnu jeho dceru Hedviku. Po dvou letech sporů a po občanské válce ve Velkopolsku (1383) byla konečně Hedvika ve věku deseti let v Krakově korunována jako Hedwig Rex Poloniae (polský král) a nikoliv Regina Poloniae (královna), aby se zdůraznilo že je vládcem ze svého vlastního práva a nikoliv jen jako něčí snoubenka.
V roce 1385 došlo smlouvou v Krevě ke sjednocení Polska a Litvy. Litva byla v té době poslední pohanskou zemí v Evropě. Litevský král Jogaila přijal křesťanství a při křtu obdržel jméno Vladislav. V březnu toho roku se také konala svatba 36letého Jogaila s 12letou Hedvikou a krátce po ní byl Jogailo korunován na polského krále Vladislava II. Jagellonského.

## Polsko-litevská unie

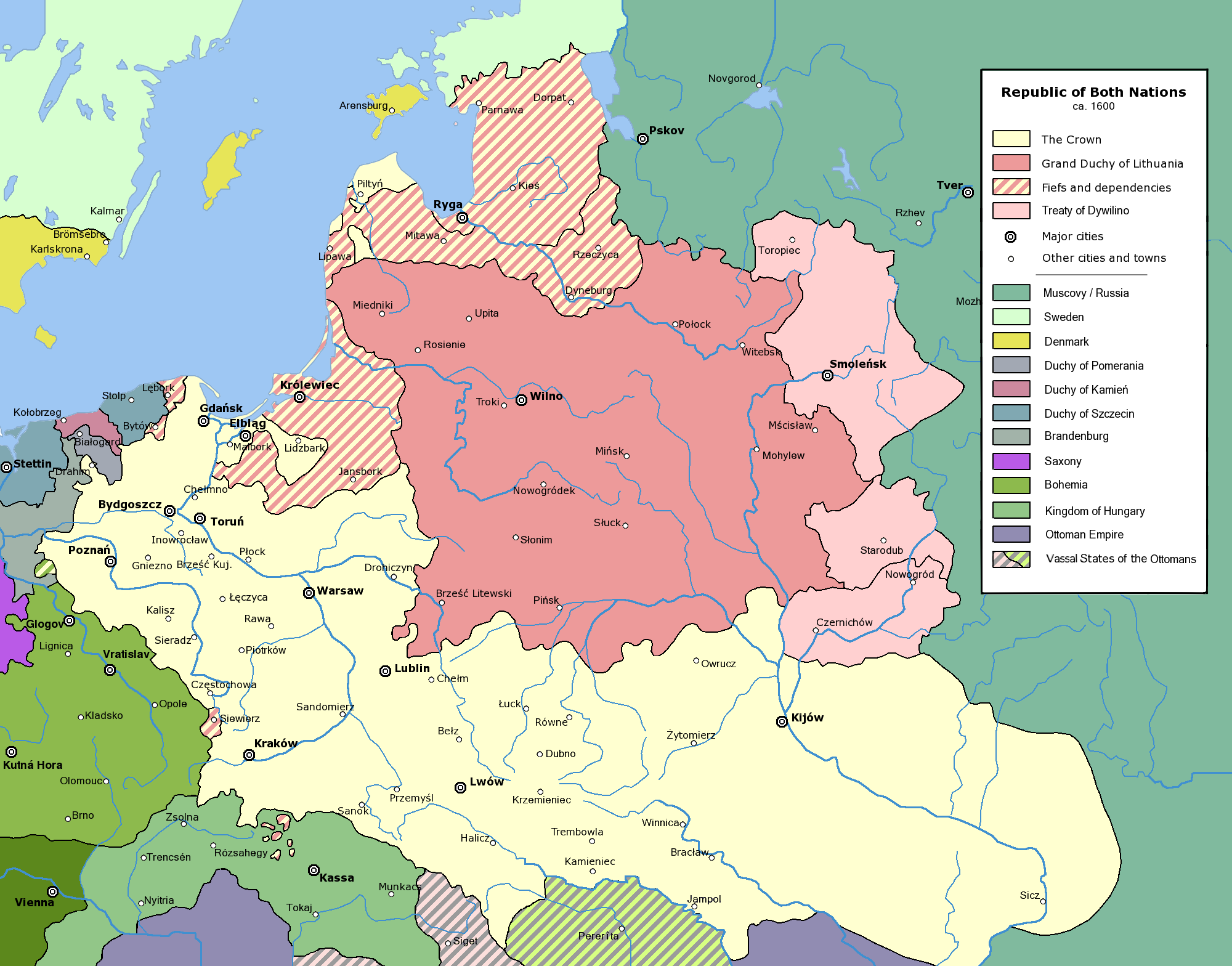
Republika obou národů v době největšího územního rozmachu (1600).

Od roku 1385 bylo Polské království spojeno unií s litevským velkoknížectvím a to osobou panovníka, kterým se na jaře roku 1386 stal Vladislav II. Jagello. Jagello ze staré litevské dynastie Gediminovců panoval v Polsku až do května roku 1434. Sňatkem s dědičkou polského trůnu Hedvikou z dynastie Piastovců položil základ státnímu útvaru, který později vešel do dějin pod názvem Rzeczpospolita. Tento terminus technicus je polským ekvivalentem latinského res publica a znamená věc společnou nebo společný zájem. V polském případě však vyjadřoval tento termín nejen společné zájmy Polska a Litvy, ale zejména nadřazenou roli polské aristokracie, která právě od nástupu Vladislava na polský trůn požívala enormně vysokých svobod, jimiž mnohdy omezovala královskou moc a to takovým způsobem, že se později stal polský král de facto rukojmím své šlechty.
Vznikem Polsko-litevské unie však také vznikl v oblasti středovýchodní Evropy státní útvar, který v dané oblasti dominoval zhruba do nástupu dynastie Romanovců na ruský trůn počátkem 17. století. Jediným konkurentem byla pro unii Osmanská říše a Krymský chanát s nimiž polští králové sváděli prakticky neustálé boje v prostoru dnešní Ukrajiny. Nová unie však musela nejprve vyřešit spor s nepřítelem, který byl společný jak Polákům tak také Litevcům. Byly jím vojenské řády Německých rytířů a Mečových bratrů, které ovládaly oblast jihovýchodního Baltu a blokovaly tak Polsku i Litvě přístup k životně důležité dopravní tepně, jíž v té době bylo pro obě země Baltské moře. Spor s řádem Křižáků vyplnil prakticky celé 14. století a po řadě drobných srážek i větších vojenských akcí došlo roku 1410 k rozhodujícímu střetnutí v bitvě u vesnice Grunwald. V této bitvě, kterou zná polská historie jako bitvu u Grunwaldu a Litevci jako Žalgiris porazila spojená polsko-litevsko-rusko-tatarská vojska spojené síly Řádu německých rytířů a roku 1411 byl podpisem Prvního toruňského míru započat poslední úsek boje s řádem. Grunwaldská bitva však nebyla plně využita a Polsko získalo pouze území Chelminska a Dobrzynska, kontrola nad přístupem k Baltu však zůstala i nadále v rukách řádu. Definitivně byla moc křižáků zlomena teprve jejich porážkou ve třináctileté válce, která trvala od roku 1453 do roku 1466. Tehdy bylo nejenom výrazně omezeno území řádového panství, ale došlo i k přesunutí sídla velmistra z Malborka do Královce. Sám velmistr pak holdoval polskému králi a to v Krakově roku 1525 a stal se jeho přímým vazalem. Poslední velmistr řádu z rodu Hohenzollernů pak přešel z katolictví k protestantizmu a ještě později se z území řádu začal formovat moderní pruský stát, v němž Hohenzollernové sehráli klíčovou roli.
Prakticky celé období Polsko-litevské unie (1389–1600) je možno v polských dějinách označit jako období Jagellonské. Prvním panovníkem z této dynastie se stal již zmíněný Vladislav, jeho nástupcem pak jeho syn Vladislav zvaný Varnenčik, který zřejmě padl v bitvě u Varny v bojích s Osmany roku 1444. Jeho nástupcem se stal Kazimír IV., jehož vláda vyplnila prakticky celé 15. století. Krátkým intermezzem byla vláda Alexandra I. a Jana Olbrachta na přelomu 15. a 16. století. Posledních 71 let vlády Jagellonců na polském trůně je spojeno s dobou vlády Zikmunda I. Starého a jeho syna Zikmunda Augusta, který zemřel bez mužského potomka roku 1572. Krátké bezvládí ukončila teprve jednoroční vláda krále Jindřicha z Valois, který dbal spíš o své dědictví ve vzdálené Francii než polského trůnu a roku 1574 z Polska utekl. Nastalo další krátké bezvládí let 1574–1576 zakončené nástupem sedmihradského velmože Štěpána Báthoryho na polský trůn. Tento král vládl Polsku do roku 1586 a na trůn nastoupil Zikmund III. z dynastie švédských Vasovců. Celkově lze toto období označit za dobu největšího rozkvětu státu, jedná se ale i o období, v němž byl položen základ problémů, které v konečném výsledku znamenaly rozpad státu proběhnuvší koncem 18. století. Byla to doba, kdy hranice Rzeczpospolity sahaly od břehů Baltského moře až na Krym a země byla domovem mnoha národů i několika konfesí. Žili zde Poláci, Litevci, Ukrajinci, Tataři, Němci a další. Co se náboženství týče, zastoupeno bylo katolictví, judaismus, protestantské konfese, pravoslaví a islám.

### Rozklad státu a dělení Polska

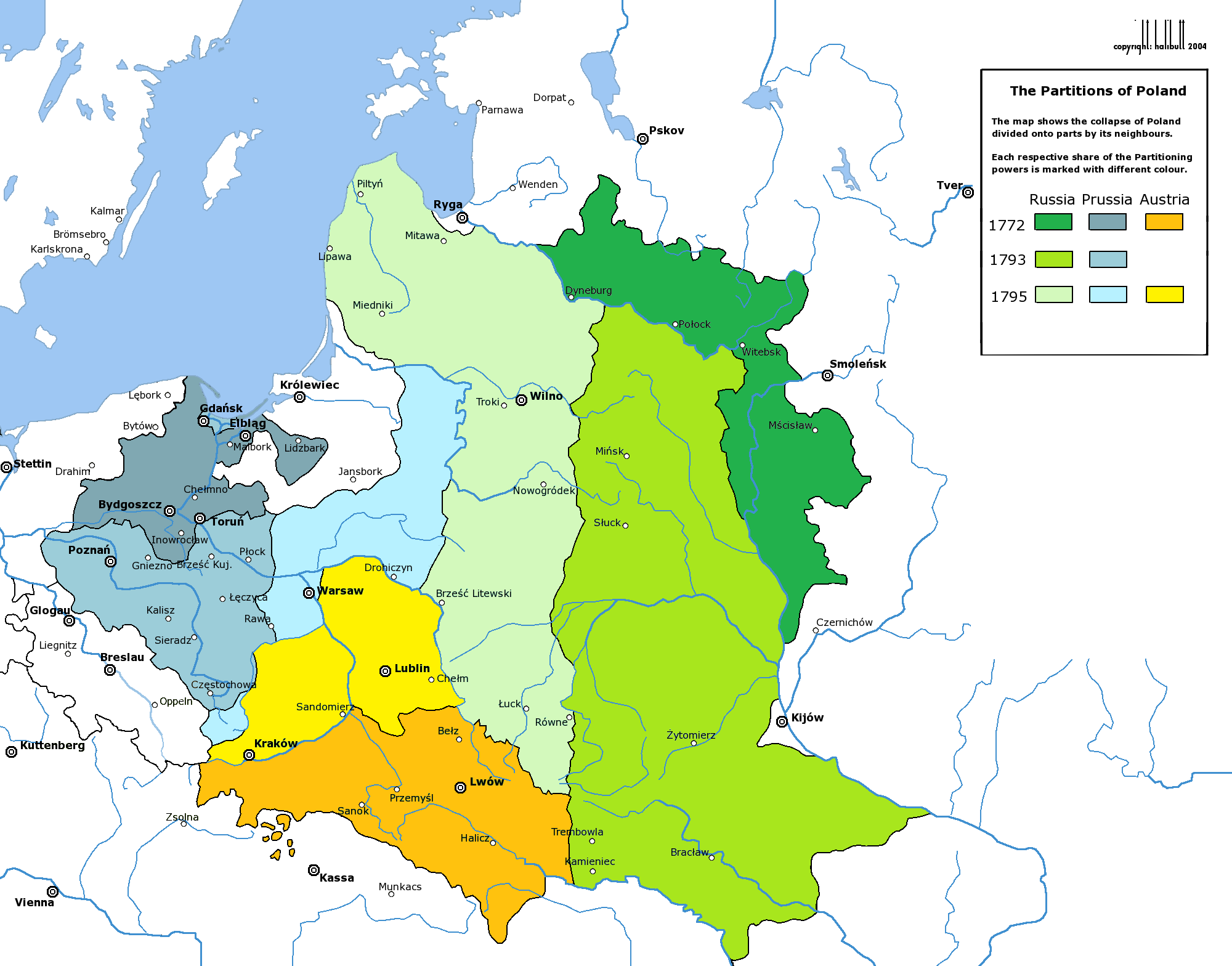
Dělení Polska

Za vlády posledního krále ze saské dynastie Augusta III. (1733–1763) přerostlo stavovství do šlechtické anarchie či spíše do vlády několika šlechtických klanů (Czartoryski, Potocki, Radziwill). Po smrti Augusta III. prosadila ruská carevna Kateřina II. na polský trůn svého chráněnce Stanislava Antonína Poniatowského, který vládl jako Stanislav II. August. Po svém nástupu na trůn se nový král pokusil o reformy v oblasti státní správy, vzdělání a hospodářství. Ty byly zastaveny na nátlak sousedních států, které si nepřály posílení Polska. Celkový rozklad státu prohloubila povstání, která potlačilo ruské vojsko (jednalo se o povstání tzv. barské konfederace (1766–1772) a poddanské povstání na Ukrajině (1768)).
Naprostá bezmocnost Polska přivedla sousední mocnosti k myšlence anexe části polského území. Při tzv. prvním dělení Polska v roce 1772 tak Prusko dosáhlo záborem velkopolského Pomoří spojení mezi braniborskými a původnímu pruskými državami, Rakousko získalo Malopolsko (Halič) a Rusko východní oblasti Polska obývané z většiny ukrajinským, běloruským a litevským obyvatelstvem.

## Rozdělené Polsko (1795–1918)

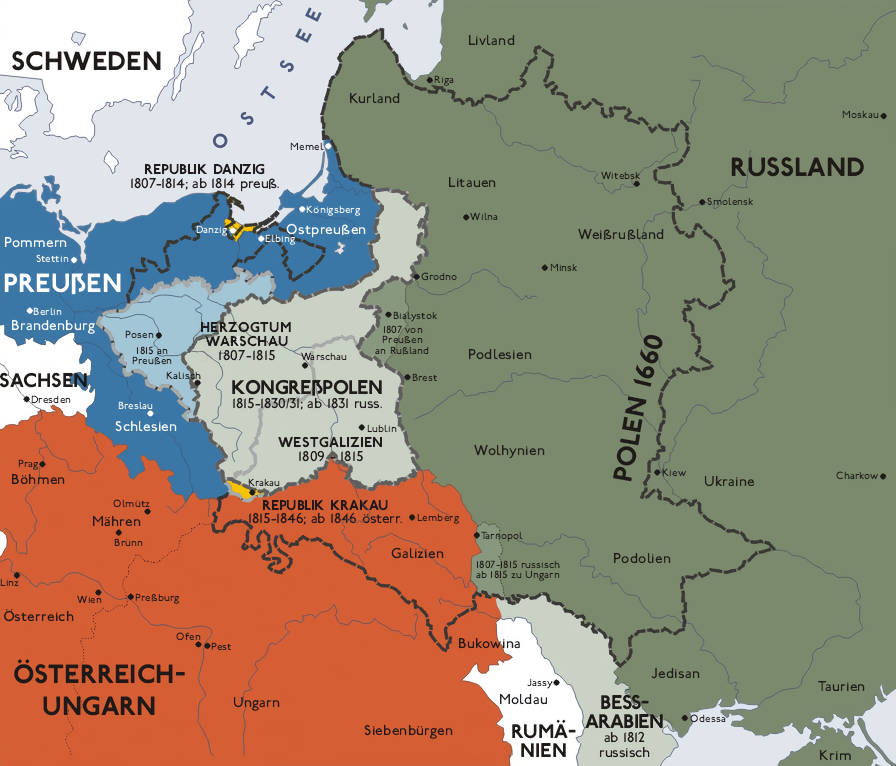
Mapa rozděleného Polska po roce 1815

Posilování šlechty a vnitřní rozbroje během 17. století oslabily zemi, takže v letech 1772, 1793 a 1795 si Rusko, Prusko a Rakousko v trojím dělení rozdělily Polsko na základě vzájemné dohody. Po třetím dělení Polska v roce 1795 tak Rzeczpospolita zanikla.
V letech 1807–1815 zřídil francouzský císař Napoleon I. na části území předtím zabraným Pruskem a Rakouskem Varšavské knížectví, které se stalo spojencem Napoleona a jehož knížetem byl Fridrich August I. Saský, vnuk předposledního polského krále. Po jeho porážce bylo zrušeno a na jeho místě bylo zřízeno autonomní Polské království také nazývané „Kongresovka“. Tento stát podléhal Rusku, jehož panovníkem byl také ruský imperátor. Polsko tak bylo spojené personální unií s Ruskem.
Ruští imperátoři Alexandr I. a Mikuláš I. se nechali korunovat za polské krále. Po povstání v roce 1830 a sesazení Dynastie Holstein‑Gottorp‑Romanov polským sejmem, ztratila Kongresovka svoji autonomii a byla degradována do postavení obyčejné provincie ruské říše.
V roce 1832 však byla jeho autonomie omezena a roku 1866 zcela zrušena. Část obsazená Rakouskem nesla název Haličsko-vladiměřské království s autonomní vládou od roku 1861. Město Krakov s okolím bylo v letech 1815–1846 nezávislou Krakovskou republikou (pod patronátem tří sousedních mocností) a poté bylo připojeno k Rakousku. Území obsazené Pruskem se nazývalo v letech 1815–1848 Poznaňské velkovévodství (s omezenou autonomií), poté byla jeho autonomie rovněž zrušena.
V letech 1916–1918 existovala tzv. regentská vláda polského království (bez krále, s tříčlennou regentskou radou), což byl satelitní stát ústředních mocností.

## Moderní Polsko (od 1918)

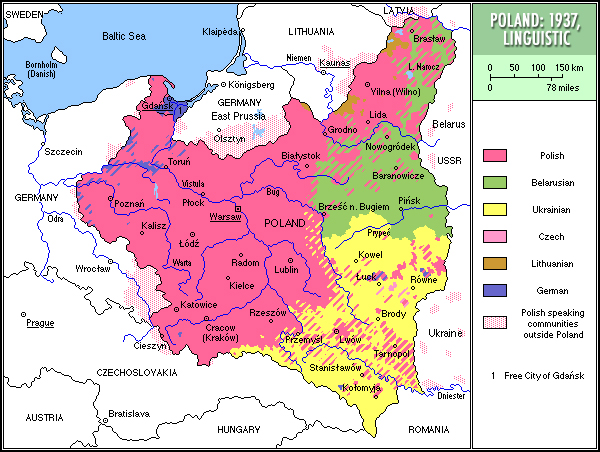
Jazyková mapa druhé Polské republiky

### Druhá polská republika
Polsko se stalo svrchovaným státem znovu až roku 1918 po porážce ústředních mocností. V prvních letech své existence se druhá republika snažila prosadit své územní nároky a dosáhnout hranic z roku 1772, což však vedlo k napětí se všemi okolními státy s výjimkou Rumunska a k několika válkám (zejména k rusko-polské válce).
Druhá republika byla ustavena jako parlamentní republika, avšak kvůli neochotě polských politických stran se dohodnout, nacionálnímu napětí a hospodářským potížím byly polské vlády velmi nestabilní, takže se ozývalo volání po vládě pevné ruky, které roku 1926 vyslyšel maršál Józef Piłsudski, který provedl státní převrat a zavedl vojenskou diktaturu, která vedla k politické i národnostní perzekuci a potlačování demokratických principů a práv.

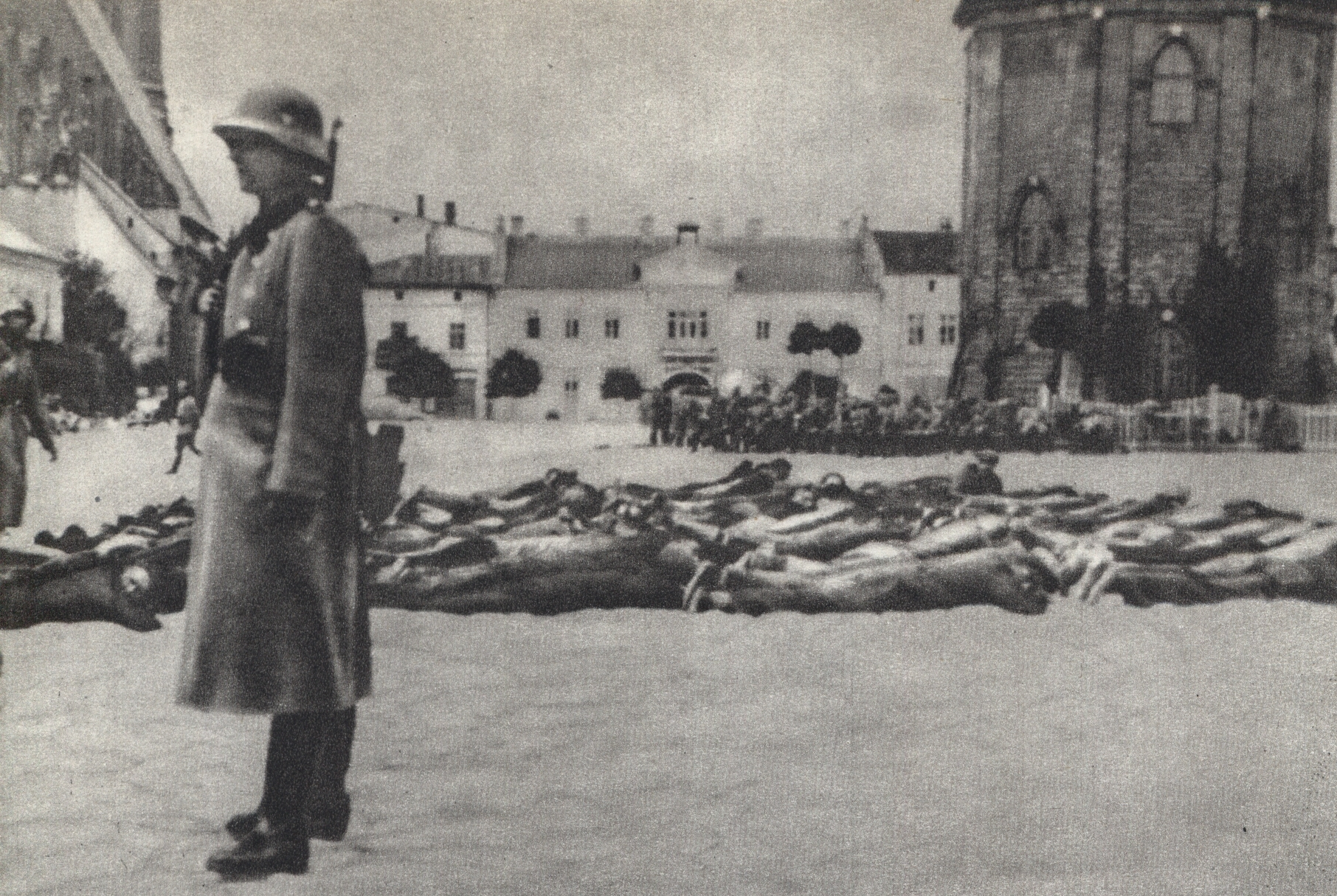
Krvavá středa v Olkuši

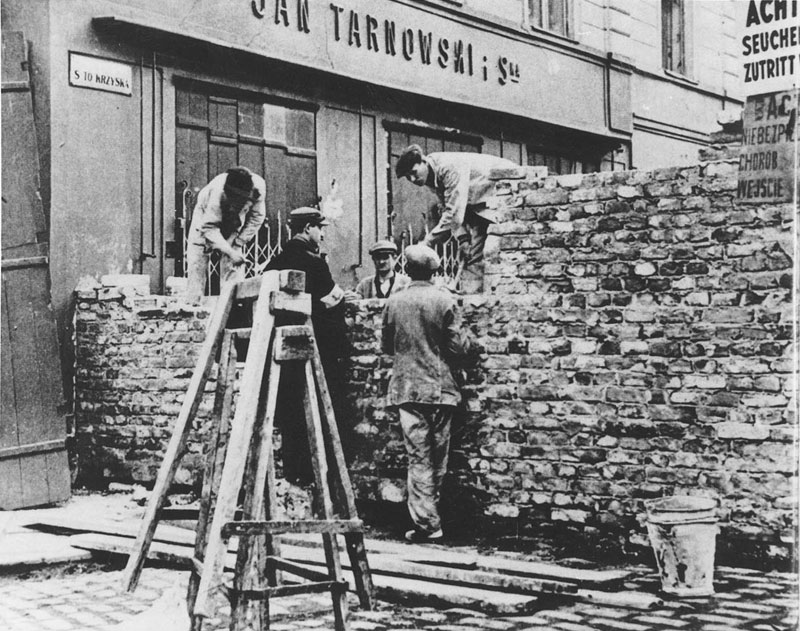
Varšavské ghetto 1940

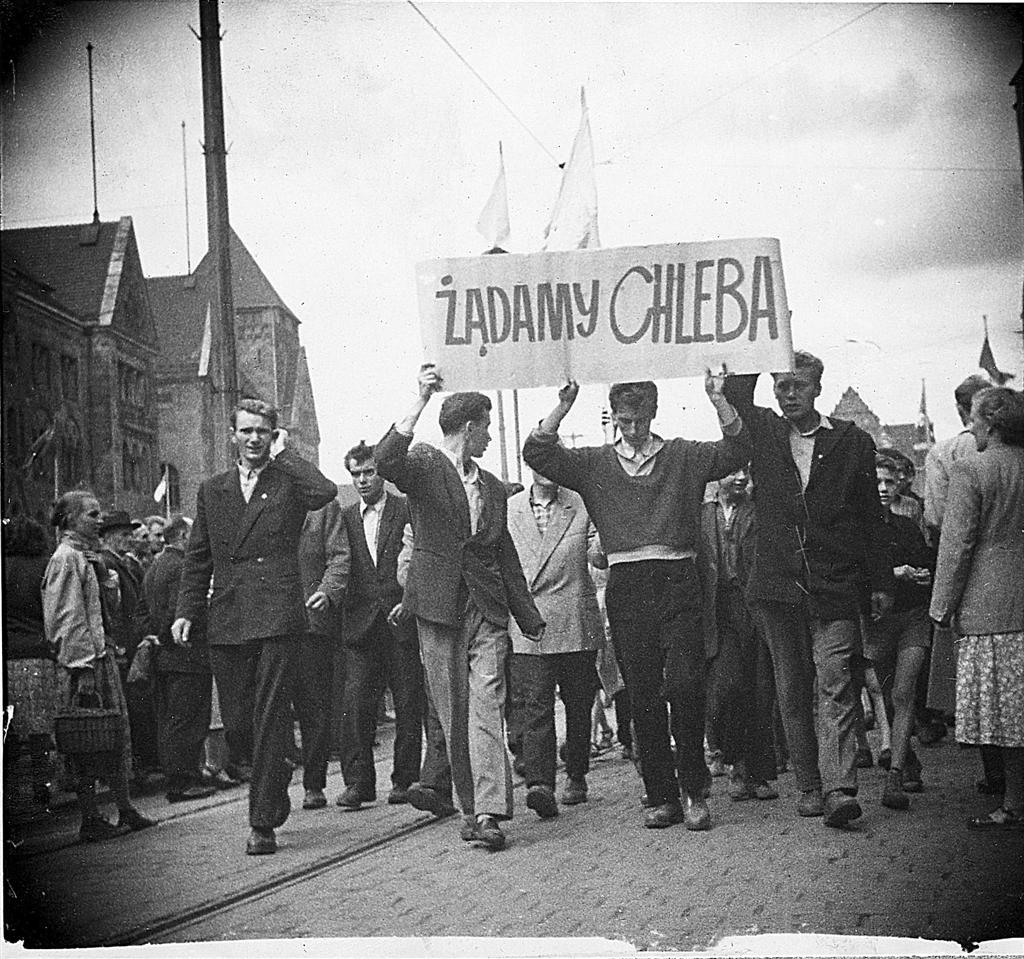
Povstání v Poznani 1956

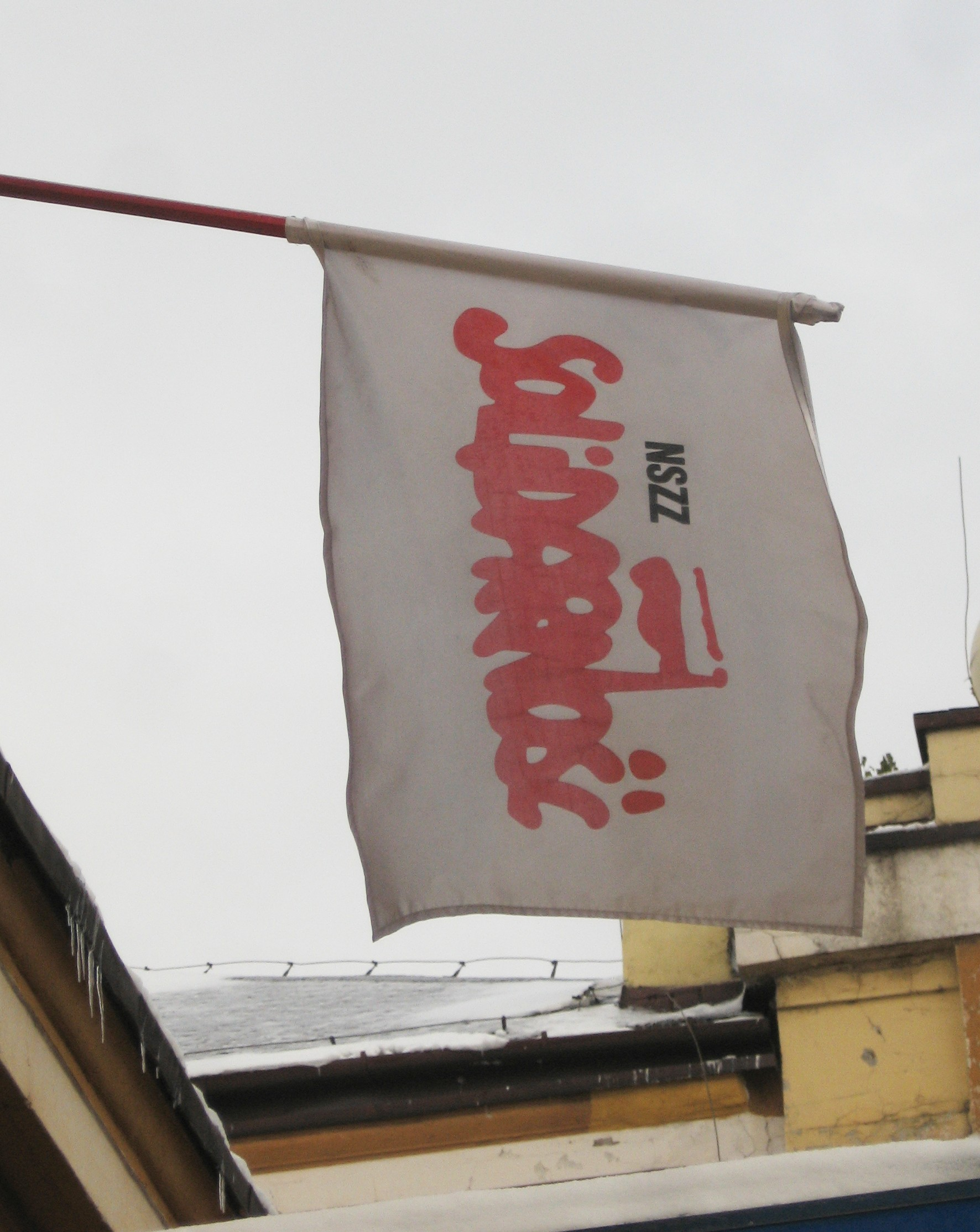
Vlajka hnutí Solidarita

### Polsko během 2. světové války
Dne 1. září 1939 zahájili Němci útokem na Polsko druhou světovou válku. Dne 17. září 1939 vtrhla do východní části Polska sovětská vojska a obsadila území, která náležela od konce 18. století do roku 1920 Rusku. Po kapitulaci polské armády byl nařízením Hitlera zřízen na části Polska tzv. Generální gouvernement, zbylé části (Pomoří, Velkopolsko, Slezsko, Kujavsko, západní Mazovsko a části vojvodství Lodžského, Krakovského a Kieleckého) byly přičleněny přímo k nacistickému Německu.
Vůči Polákům byl od samého počátku uplatňován krutý teror, na kterém se podílely německé jednotky SS-Totenkopfverbände a Einsatzgruppen. Polské obyvatelstvo bylo zatýkáno a hromadně popravováno, na vesnicích byli zabíjeni rolníci, byla vyvražděna prakticky celá polská národní elita, polští intelektuálové. Poněmčování se uskutečňovalo dvěma způsoby, a to germanizací Poláků a germanizací území. Během války byl z polských území připojených k Německu vyhnán téměř jeden milión Poláků. Násilím bylo zlikvidováno množství polských vesnic, docházelo i k ničení měst. Samostatnou kapitolou byl holokaust vůči polským Židům.
Podíl na vyvraždění polské inteligence a zejména polské vojenské elity měl také Sovětský svaz, který na obsazeném území prováděl násilnickou politiku vůči Polákům včetně např. katyňského masakru v roce 1940, při němž sovětská tajná policie NKVD zastřelila v katyňském lese, v Charkově a na dalších místech 22 000 mužů.
Poláci se postavili okupantům na odpor, vznikaly odbojové a partyzánské skupiny, jejichž činnost vyvrcholila roku 1944 Varšavským povstáním. Po ukončení druhé světové války, ve které dle různých zdrojů zahynulo 5 600 000 až 6 028 000 obyvatel a která stála Polsko obrovské materiální, hospodářské a kulturní škody, došlo k „posunutí“ Polska směrem na západ. SSSR na základě dohod jaltské konference obsadil sporná území, která vlastnil v letech 1772–1920 a 1939–1941, takže východní hranice Polska se ustálila na tzv. Curzonově linii. Polsko bylo rozšířeno o západní „nová území“ až po hranici s Německem na Nise a Odře. V důsledku těchto změn docházelo k rozsáhlým migracím obyvatelstva. Bylo transferováno německé obyvatelstvo (velká část uprchla již na základě Neronova rozkazu vydaného Hitlerem). V letech 1945 a 1946 bylo ze SSSR nuceně vysídleno 787 000 Poláků (300 000 uprchlo dříve). Naopak z Polska na území sovětské Ukrajiny bylo v tomtéž období odsunuto 482 000 Ukrajinců.

### Polská lidová republika
Polsko se po válce dostalo do sovětské sféry vlivu. Již roku 1945 byla uskutečněna agrární reforma, byl znárodněn průmysl, banky a doprava. Roku 1949 se začala uskutečňovat násilná kolektivizace zemědělství, která však skončila krachem.
V roce 1955 se Polsko stalo zakládajícím členem Varšavské smlouvy. Na konci června 1956 propukla stávka v Stalinových závodech v Poznani. Původní ekonomické důvody stávky se rychle změnily na politické. Proti demonstrantům byla nasazena obrněná vozidla a zhruba 10 000 vojáků. Ve srážkách zahynulo 70 civilistů a 8 příslušníků ozbrojených sil. Po poznaňských událostech se sice zastavila opoziční veřejná vystoupení, ale nespokojenost veřejnosti se nezměnila. Vedení PSDS se pokusilo krizi řešit personálními změnami, kdy se prvním tajemníkem strany stal Władysław Gomułka. Ten vyhlásil program reforem. I když se nejprve dostal do sporu se sovětskými představiteli, kteří hrozili ozbrojeným konfliktem, nakonec se situace vyřešila a Polsko zahájilo reformy, které dostaly pojmenování Gomułkovo tání.
Gomułka odmítal otrocké napodobování sovětského vzoru a snažil se o polskou národní verzi komunismu. Došlo k uvolnění poměrů, ovšem hospodářská situace se v 60. letech neustále zhoršovala. V roce 1968 se Polsko účastnilo intervence vojsk Varšavské smlouvy do Československa. Roku 1970 vypukly stávky, které byly krvavě potlačeny. Po nich se do čela Polska dostal Edward Gierek, ovšem ani pod jeho vedením se hospodářství nezlepšovalo. 6. října 1978 byl římským papežem zvolen krakovský arcibiskup Karol Wojtyla, který přijal jméno Jan Pavel II. a který se stal ikonou nejen polského protikomunistického odboje. Roku 1980 vzniklo v Gdaňských loděnicích stávkové hnutí, do jehož čela se postavil Lech Wałęsa. Ten se stal vůdcem odborové organizace Solidarita, která se postupně stala rozhodujícím opozičním hnutím. V prosinci 1981 generální tajemník Polské sjednocené dělnické strany Wojciech Jaruzelski jménem své neústavní Vojenské rady národní záchrany (pol. Wojskowa rada ocalenia norodowego, WRON), která se vyhlásila nadřazenou politickým orgánům, vyhlásil válečný stav (pol. „stan wojenny“). Ještě v roce 1981 rada dále zakázala Solidaritu, internovala téměř celé její vedení a potlačila tak revoltu.
V říjnu 1984 byl v rámci utajené operace polského ministerstva vnitra unesen, mučen a zavražděn kněz Jerzy Popiełuszko, který ve Varšavském kostele sv. Stanislav organizoval tzv. „vlastenecké mše“.
Konflikt mezi státní mocí a odbojem vedeným podzemní Solidaritou za podpory katolické církve trval prakticky až do počátku roku 1989, kdy došlo k novým mohutným stávkám a kdy polské státní vedení uznalo Solidaritu a na základě Dohod kulatého stolu vyhlásilo svobodné volby, které se uskutečnily 4. června 1989. V nich utrpěli komunisté totální porážku a země nastoupila cestu k demokracii.

### Po roce 1989
Roku 1989 vznikla tzv. „třetí republika“ (III Rzeczpospolita) jako liberální parlamentně demokratický stát.
Po pádu režimu na konci 80. let Polsko přijalo šokovou terapii s cílem transformovat svoji ekonomiku. V roce 1999 se země stala členem Severoatlantické aliance (NATO) a je jednou z 10 zemí přistoupivších k Evropské unii v květnu 2004.

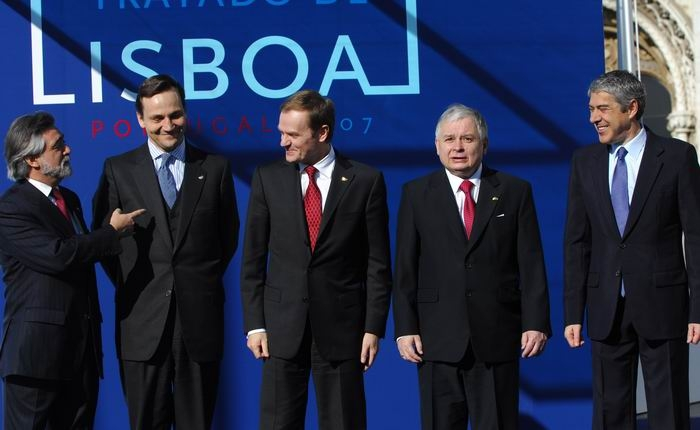
Polští politici Radosław Sikorski, Donald Tusk a Lech Kaczyński oslavují podpis Lisabonské smlouvy 13. prosince 2007

V roce 2005 se stal prezidentem Lech Kaczyński a o pár měsíců později premiérem jeho dvojče Jarosław Kaczyński. Již během kampaně před parlamentními a prezidentskými volbami bratři Kaczyńští a jejich strana Právo a spravedlnost (PiS) operovali termínem „čtvrtá republika“ (IV Rzeczpospolita). Čtvrtá republika měla podle nich opravit všechno špatné třetí republiky, zejména skoncovat s korupcí, provést důslednou dekomunizaci, rozbít vazby na lidi z předešlého režimu apod. Strana vyhrála oboje volby a začala podle slov svých představitelů budovat čtvrtou republiku. Nastolila silně konzervativní, nacionalistický a euroskeptický politický kurz, který na evropské úrovni budil kontroverze. Vítězství Občanské platformy ve volbách roku 2007 posunulo zemi blíže k neoliberalismu.
V dubnu 2010 zahynul letecké nehodě ve Smolensku prezident Lech Kaczyński se svou manželkou a řadou dalších polských politiků a příslušníky nejvyššího velení polské armády (vrchní velitel pozemních, leteckých, námořních i speciálních sil), když letěl do Ruska uctít památku zavražděných Poláků během Katyňského masakru.
Aféra s odposlechy otřásla v roce 2014 polskou politickou scénou a přiměla premiéra Donalda Tuska podat demisi. V roce 2015 se v Polsku konaly prezidentské volby, ve kterých zvítězil Andrzej Duda, kandidát strany Právo a spravedlnost. Následně v parlamentních volbách téhož roku získala PiS většinu v Sejmu i Senátu, což umožnilo straně vytvořit vládu pod vedením Beaty Szydłové. Vláda PiS zahájila řadu kontroverzních reforem, včetně změn v Ústavním soudu, které vyvolaly kritiku ze strany Evropské unie a občanských organizací.
V roce 2017 Beatu Szydłovou ve funkci premiéra nahradil Mateusz Morawiecki, který pokračoval v politice PiS. Vláda prosazovala konzervativní a nacionalistickou agendu, včetně reformy soudnictví, která byla předmětem sporu s EU. Polsko se dostalo do konfliktu s Evropskou unií kvůli reformám soudnictví, které podle EU ohrožovaly právní stát.
Polsko patřilo k nejaktivnějším podporovatelům sousední Ukrajiny po ruské invazi na Ukrajinu v roce 2022. Přijalo více než 1,5 milionu ukrajinských uprchlíků. 
V říjnu 2023 získala vládnoucí strana Právo a spravedlnost (PiS) největší podíl hlasů v parlamentních volbách, ale ztratila většinu v Sejmu. V prosinci 2023 se novým premiérem namísto Mateusze Morawieckého stal Donald Tusk, který vedl koalici tří parlamentních uskupení: Občanské koalice, Třetí cesty a Levice. Strana Právo a spravedlnost se stala hlavní opoziční silou. V září 2023 Polsko oznámilo, že přestane dodávat zbraně Ukrajině a místo toho se zaměří na posílení vlastní obrany. Rozhodnutí Polska zakázat dovoz ukrajinského obilí, aby ochránilo své zemědělce, vyvolalo napětí mezi oběma zeměmi.
V lednu 2025 Polsko na půl roku převzalo předsednictví Rady Evropské unie. V prezidentských volbách v červnu 2025 zvítězil kandidát opoziční strany Právo a spravedlnost Karol Nawrocki.